# United States Deorbit Vehicle
L'United States Deorbit Vehicle, plus communément désigné par son acronyme USDV, est un remorqueur spatial de la NASA dont la mission sera de désorbiter la Station spatiale internationale qui arrivera en fin de vie vers 2031.
Les modules centraux de la Station spatiale internationale ainsi que la longue poutre qui forme son ossature en supportant les différents composants non pressurisés ont une durée de vie limitée à 30 ans. En effet, ils subissent un vieillissement à la fois mécanique et thermique. Il est donc nécessaire de définir le scénario de fin de vie de la Station spatiale internationale dont les premiers modules ont été placés en orbite en 1998. Le choix d'une rentrée atmosphérique non contrôlée de la station spatiale, inéluctable au bout de deux ans tout au plus si la station spatiale est simplement abandonnée, a été écarté par la NASA car présentant un risque significatif compte tenu de taille de la station spatiale (grande comme un terrain de football et d'une masse de 420 tonnes). Plusieurs autres scénarios ont été étudiés (réutilisation de certains modules, rehaussement de l'orbite, ...) mais, en se basant sur des critères de risques de coût et de faisabilité, l'agence spatiale a choisi le scénario d'une désorbitation contrôlée.
L'USDV, qui est conçu pour modifier progressivement la vitesse orbitale de la station, doit permettre de réaliser une rentrée contrôlée dans l'atmosphère terrestre en suivant une trajectoire planifiée permettant d'éviter que les débris de la station ne s'écrasent dans une région habitée. En juin 2024, l'agence spatiale américaine a confié le développement de l'USDV à la société SpaceX. Le vaisseau proposé est une version largement agrandie du cargo spatial SpaceX Dragon 2 caractérisée par une masse d'environ 30 tonnes dont 16 tonnes d'ergols.

## Contexte

### Un abandon inéluctable
Les modules centraux de la Station spatiale internationale ainsi que la longue poutre qui forme son ossature en supportant les différents composants non pressurisés (panneaux solaires, régulation thermique, pièces de rechange, expériences scientifiques) ont une durée de vie limitée à 30 ans. En effet, ils subissent un vieillissement à la fois mécanique (chocs subis lors des opérations d'amarrage des vaisseaux venant ravitailler la station et relever son équipage) et thermique (cycle jour/nuit s'accompagnant de très fortes variations de température). Les deux premiers modules - Zarya et Unity - ont été lancés en 1998 et l'assemblage de la station spatiale s'est achevé en 2011. Les composants les plus anciens atteignent donc la fin de leur durée de fonctionnement prévisionnelle en 2028. Les inspections effectuées régulièrement montrent qu'en 2030 ces modules seront toujours opérationnels. Mais aucune opération de maintenance ne permet de combattre le vieillissement des structures.

### Scénarios de fin de vie
| Durée de vie¹ | Altitude cible | Delta-V² nécessaire | Masse ergols |
| --- | -------------- | ------------------- | ------------ |
| 100 ans | 640-680 km     | 120-140 m/s         | 18,9-22,3 t. |
| 200 ans | 690-730 km     | 150-170 m/s         | 23,2-26,7 t. |
| 500 ans | 770-810 km     | 190-210 m/s         | 30,2-33,7 t. |
| 700 ans | 800-840 km     | 210-230 m/s         | 32,8-34,6 t. |
| 1 000 ans | 835-875 km     | 225-250 m/s         | 36-39,6 t.   |
| 5 000 ans | 1025-1075 km   | 320-346 m/s         | 52,56,2 t.   |
| > 10 000 ans | 2000 km        | 760 m/s             | 132,57 t.    |
| ¹Avant rentrée atmosphérique ² Altitude initiale : 400 kilomètres, masse station spatiale : 420 t. et remorqueur utilisant une propulsion chimique. La désorbitation contrôlée nécessite un delta-V de 57 m/s et 9 tonnes d'ergols. |                |                     |              |

Il est donc nécessaire de définir le scénario de fin de vie de la Station spatiale internationale. Elle ne peut pas être simplement abandonnée sur son orbite car l'altitude de celle-ci diminue régulièrement du fait des forces de trainée générées par l'atmosphère résiduelle. En moins de deux ans, la station spatiale rentrerait dans l'atmosphère terrestre de manière non contrôlée (la station spatiale dispose d'une propulsion dans le module russe Zvezda aux capacités trop limitées pour permettre de contrôler celle-ci) et compte tenu de sa masse (plus de 400 tonnes) et de sa taille (équivalente à un terrain de football), les débris produits présentent un risque significatif pour les personnes et les biens. La législation américaine impose que le risque découlant des débris produits par la rentrée atmosphérique d'engins spatiaux ne dépasse pas une probabilité de 1 pour 10 000. Aussi, les opérateurs de satellites optent pour une rentrée atmosphérique contrôlée (soit la maîtrise de la zone d'impact des débris sur Terre) de leurs engins. La désorbitation de la station relève de la responsabilité de la NASA. Ayant exclus l'hypothèse d'une rentrée atmosphérique non contrôlée, l'agence spatiale étudie plusieurs scénarios de fin de vie :
- Démantèlement et retour des modules sur Terre à des fins de préservation historique. Compte tenu du coût de ces opérations, ce scénario est exclu pour les modules mais sera retenu pour certains composants de plus petite taille à la demande de plusieurs musées et organisations dont le Smithsonian Air and Space Museum.
- Démantèlement et réutilisation des modules les plus récents qui disposent d'un potentiel de durée de vie encore important. Ce scénario est écarté car ces composants ne peuvent pas fonctionner de manière autonome et la station spatiale est placée sur une orbite dont l'inclinaison orbitale (51,6°), choisie pour des raisons politiques (compatibilité avec la latitude des cosmodromes russes) génère des surcoûts importants.
- Désassemblage et rentrée atmosphérique des composants de plus petite taille. Cette solution nécessite de nombreuses sorties extravéhiculaires, un remorqueur spatial aux capacités très étendues pour traiter les composants démontés les uns après les autres et le désassemblage sera limité car de nombreuses fonctions de la station spatiale doivent être préservées jusqu'à la fin, ce qui interdit notamment le démontage de la poutre.
- Placer la Station spatiale internationale sur une orbite plus élevée pour réduire les forces de trainée qui abaissent son orbite. Mais cette option nécessite le recours à des remorqueurs spatiaux d'une grande capacité (cf. tableau ci-contre. 19 à 22 tonnes d'ergols pour placer la station spatiale sur une orbite de 640 à 680 kilomètres avec une rentrée atmosphérique repoussée à 100 ans). Mais sur ces orbites plus hautes, la probabilité d'impact catastrophique d'un débris spatial augmente fortement passant de 51 ans sur l'orbite actuelle à 4 ans. Ce risque est inacceptable.
- Le recours à un remorqueur spatial utilisant une propulsion électrique permet de réduire de manière considérable la quantité d'ergols à emporter : elle permet de placer la station spatiale sur une orbite suffisamment haute pour qu'elle se maintienne 1000 ans dans l'espace avec seulement 15 tonnes d'ergols. Mais ce scénario est écarté pour plusieurs raisons. Du fait de la faible poussée de la propulsion électrique, le changement d'altitude est très lent et le risque que la station spatiale soit heurté par un débris rendant la station incontrôlable est élevé. Pour la même raison, le contrôle d'attitude devra continuer à être pris en charge par le système propulsif du module russe qui nécessite une fiabilité important de ce système vieillissant. L'alimentation électrique du remorqueur spatial sera tributaire des panneaux solaires de la station spatiale dont le fonctionnement nécessite une présence humaine pour sa maintenance. Si l'orbite visée est celle garantissant une durée de vie avant la rentrée atmosphérique, la station spatiale séjournera longuement durant son transit dans les ceintures de Van Allen, or l'électronique de la station spatiale n'est pas suffisamment blindée pour résister à coup sûr aux effets de ses radiations. Le coût de développement d'une propulsion électrique capable de remorquer la station est plus élevé que le scénario de désorbitation. Enfin, sur le plan éthique, ce scénario ne fait que repousser le problème en laissant à nos lointains descendants le soin de le régler.
- La destruction en orbite de la station spatiale internationale de manière à ce ses débris en rentrant dans l'atmosphère ne présente pas de risque pour la population et les constructions n'est pas non plus un scénario viable. La destruction de la station spatiale par des explosifs produirait selon une simulation environ 220 millions de débris supérieur à 1 millimètre (taille au delà laquelle un débris spatial présente un risque certain pour tout engin spatial qu'il impacte) qui rendrait l'orbite basse inaccessible pour plusieurs décennies : en effet l'explosion propulsera une proportion importante de débris sur une orbite plus haute allongeant d'autant leur durée de vie.
- La cession de tout ou partie de la Station spatiale internationale à un opérateur commercial a été souvent évoquée dans les années précédentes. Mais la NASA n'a reçu aucune proposition viable de la part des acteurs privés pour des raisons qui tiennent à son âge, à la complexité et le fait que sa propriété est partagée entre plusieurs partenaires internationaux et industriels.

## Historique du projet
Au vu des risques et coûts des différents scénarios, la NASA choisit de désorbiter la Station spatiale internationale en utilisant un remorqueur spatial pour réduire son orbite et contrôler sa trajectoire dans l'atmosphère terrestre.
Après avoir envisagé l'utilisation du cargo spatial russe Progress pour désorbiter la station spatiale, la NASA annonce en mars 2023 qu'elle prévoit de dépenser 1 milliard US$ pour développer un remorqueur spatial qui sera chargé de cette tâche. Cette solution est jugée plus robuste que le recours au Progress aux capacités limitées, mais ce dernier constituera une solution de secours. Une provision de 180 millions US$ est affectée à ce projet dans le budget 2024. Un appel d'offres est lancé en septembre 2023 pour la réalisation d'un remorqueur spatial.
En février/mars 2024, trois sociétés répondent à l'appel d'offres de l'agence spatiale américaine : AlphaSpaces, Northrop Grumman Systems et SpaceX. AlphSpaces est rapidement éliminée. Le 26 juin 2024, la NASA passe contrat avec la société SpaceX pour un montant de 843 millions US$. Contrairement à ce qui se passe avec les vaisseaux de ravitaillement de la station spatiale, la NASA restera propriétaire de l'USDV et contrôlera directement les opérations. L'offre de SpaceX est moins coûteuse et plus pertinente que celle de Northrop et l'agence spatiale a également pris en compte la qualité des prestations antérieures de SpaceX. La sélection du lanceur sera effectuée environ 3 ans avant le lancement.

## Spécifications techniques

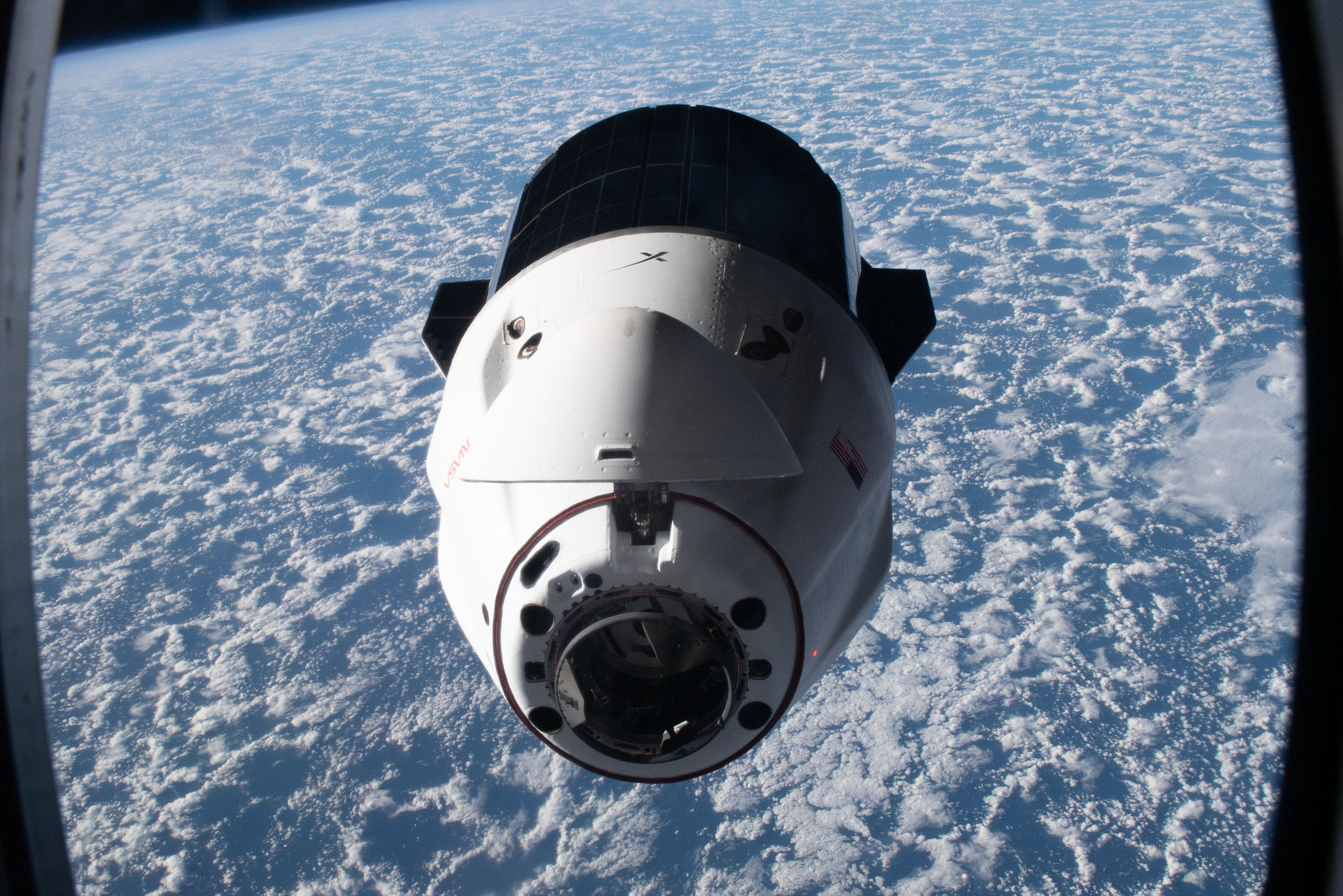
L'USDV dérive du cargo spatial SpaceX Dragon 2 photographié ici à l'approche de la Station spatiale internationale.

L'USDV dérive du cargo spatial Dragon de SpaceX qui assure le ravitaillement de la Station spatiale internationale. Pour disposer d'une poussée suffisante, l'USDV disposera de 46 moteurs-fusées à ergols liquides Draco (le vaisseau Dragon en possède 18) dont 30 dédiés aux manœuvres orbitales et 16 au contrôle d'attitude. Le module de service qui regroupe la propulsion les réservoirs d'ergols, la production d'énergie et d'autres systèmes est deux fois plus long. Le vaisseau contient six fois plus d'ergols tandis que les panneaux solaires produisent trois à quatre fois plus d'énergie. La masse du vaisseau devrait atteindre environ 30 tonnes (Dragon : 10 tonnes) dont 16 tonnes d'ergols.

## Déroulement de la désorbitation
Les opérations de désorbitation débutent peu après que le vaisseau USDV se soit amarré à la station spatiale et que ses systèmes aient été vérifiés. Il est prévu dans un premier temps de laisser l'altitude décroître naturellement sous l'effet de l'atmosphère résiduelle. Lorsqu'elle n'est plus que de 330 kilomètres, l'équipage est évacué. Six mois plus tard, la propulsion de l'USDV est utilisée pour réduire la vitesse orbitale de la station spatiale et contrôler sa rentrée atmosphérique. Il est prévu que des débris dont la taille sera compris entre celle d'un four à micro-ondes et celle d'une voiture survivent aux forces de friction. L'objectif est que ces débris tombent dans l'océan dans un couloir étroit long d'environ 2000 kilomètres.

### Sources
- (en) NASA, « International Space Station Deorbit Analysis Summary (White Paper) », 2024